# مارتن أكاشا
مارتن أكاشا (بالتشيكية: Martin Škacha)‏ (مواليد 28 أكتوبر 1983) هو سبّاح تشيكي، مثّل بلاده في الألعاب الأولمبية الصيفية 2004.

## روابط خارجية
مارتن أكاشا على موقع الاتحاد الدولي للسباحة (الإنجليزية)
- مارتن أكاشا على موقع أوليمبيديا (الإنجليزية)
- مارتن أكاشا على موقع اللجنة الأولمبية التشيكية (التشيكية)